# Eduardo Javier Rodríguez Chirillo
Eduardo Javier Rodríguez Chirillo (Buenos Aires, 1964) es un abogado y funcionario argentino, ligado al sector energético. Fue Secretario de Energía de la Nación desde diciembre de 2023 hasta octubre de 2024, durante la administración de Javier Milei.

## Biografía
Tras realizar estudios en la Universidad Católica Argentina, obtuvo el título de abogado. Obtuvo el doctorado en Derecho en la Universidad de Navarra (España), siendo su tesis doctoral un análisis jurídico sobre la privatización de empresas estatales.

### Trayectoria
Durante la presidencia de Carlos Menem, se desempeñó como consultor de la Secretaría de Energía, entre 1995 a 1996, y en 2001 asistió al Ministerio de Infraestructura y Vivienda, por entonces dirigido por Carlos Bastos. Vivió en México donde ocupó un cargo directivo en la multinacional española Iberdrola, empresa dedicada a la producción, distribución y comercialización de energía. En España, lugar en donde residió durante 20 años, se convirtió en socio fundador de la consultora internacional ERC & Asociados, especializada en electricidad, energías renovables, gas y petróleo. También, tuvo un rol importante en el plan de privatizaciones llevado a cabo por el entonces presidente del Gobierno de España José María Aznar.

### Secretario de la Nación
En 2023 empezó a asistir al por entonces candidato a presidente Javier Milei y elaboró junto a su equipo un proyecto de desregulación económico similar al presentado por Federico Sturzenegger para la entonces candidata a presidente Patricia Bullrich. Tras los resultados electorales y la alianza política entre Milei y Bullrich, se complementaron los dos proyectos. Finalmente se presentó el plan final como un decreto de necesidad y urgencia, el 20 de diciembre de 2023, bajo el nombre de «Bases para la Reconstrucción de la Economía Argentina».
El 17 de octubre de 2024, Chirillo oficializó la presentación de su renuncia a través de su cuenta X, por razones personales y profesionales, ligadas a sus problemas de salud. Otras versiones afirman que Chirillo habría sido echado por diferencias políticas con el coordinador de Energía y Minería, Daniel González y el ministro de economía, Luis Caputo. Sin embargo, este último, también se pronunció en su cuenta de X, elogiando su participación en la gestión del sector energético y en la elaboración de la Ley Bases. Será remplazado por la economista María Tettamanti.